# Missionskyrkan, Söderköping
Missionskyrkan är en kyrkobyggnad i Söderköping. Kyrkan tillhör Söderköpings missionsförsamling och var ansluten till Svenska Missionsförbundet.

## Instrument
I kyrkan finns ett piano och harmonium.